# Musée de Montmartre
Musée de Montmartre (Muzeum Montmartru) je muzeum v Paříži věnované pařížské čtvrti Montmartre. Nachází se v 18. obvodu v ulici Rue Cortot.

## Historie
V domě č. 12 na Rue Cortot pobývalo mnoho umělců. Auguste Renoir zde zřídil svůj ateliér roku 1876 a vytvořil zde mnoho svých děl jako např. Bal du moulin de la Galette nebo La Balançoire. Žila zde rovněž Suzanne Valadon a její syn Maurice Utrillo, Emile Bernard, Emile-Othon Friesz a Raoul Dufy, Démétrios Galanis, Francisque Poulbot, Léon Bloy a Pierre Reverdy.
V roce 2012 byly zřízeny Jardins Renoir (Renoirovy zahrady) podle obrazů, která Renoir namaloval během svého pobytu v ulici Rue Cortot. Rostou zde ovocné stromy hrušně a mandlovníky, keře šeříků, růže a hortenzie řapíkaté.

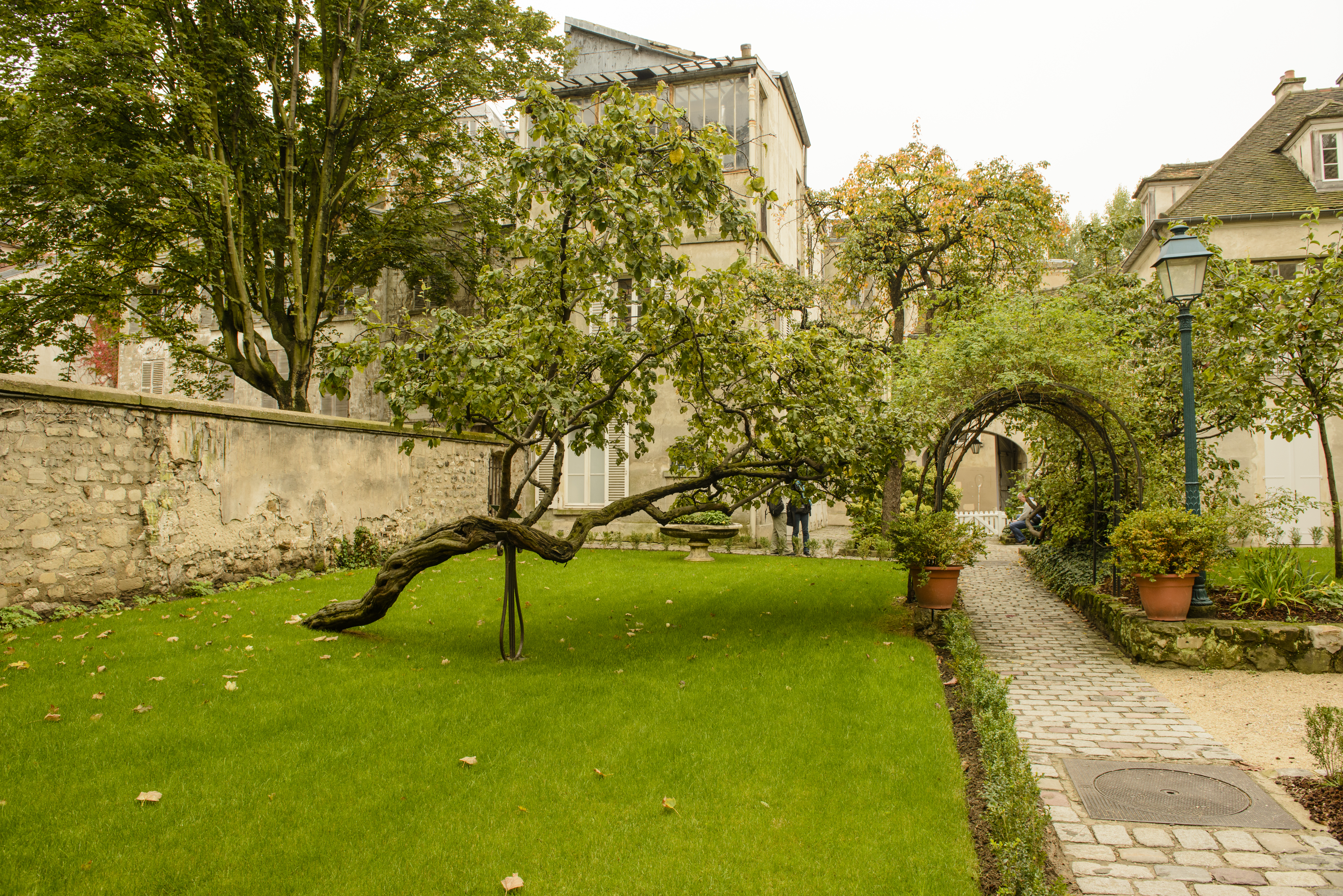
Zahrada muzea

## Sbírky
Muzeum představuje obrazy, plakáty, ilustrace, fotografie a další svědectví, která vytvořili umělci Amedeo Modigliani, František Kupka, Théophile Alexandre Steinlen, Henri de Toulouse-Lautrec, Maurice Utrillo aj. a zaměřuje se tak na umění 19. a 20. století.
Sbírku vlastní Association du Vieux Montmartre (Sdružení starého Montmartru) založené roku 1886. Jejím cílem je uchovávat a rozšiřovat svědectví o umění, historii a etnologii Montmartru.